# Хэнли, Уильям
Уильям Хэнли (англ. William Hanley; 22 октября 1931, Лорейн, Огайо — 25 мая 2012, Риджфилд, Коннектикут) — американский драматург, писатель и сценарист, дважды лауреат премии «Эмми».

## Биография и карьера
Хэнли учился в Американской академии драматического искусства, но не собирался делать актёрскую карьеру, поэтому во время написания ранних сценариев работал банковским клерком, почтовым клерком, фабричным рабочим и продавцом книг.
Хэнли был успешным бродвейским драматургом 1960-х годов, но не достиг коммерческого успеха. В дальнейшем он сделал успешную карьеру на телевидении. Его первым успехом был сценарий фильма «Плоть и кровь».
Уильям Хэнли умер 25 мая 2012 года в своем доме в Риджфилде, штат Коннектикут, и был похоронен рядом со своими родителями и сестрой.

## Награды
В 1984 году Хэнли получил премию «Эмми» за сценарий «Кое-что про Амелию».
В 1988 году Хэнли получил «Эмми» за сценарий «Чердак: убежище Анны Франк».
В 1988 году Хэнли получил Премию Эдгара Аллана По в категории «Лучший телевизионный полнометражный или мини-сериал» за сценарий «Щелкунчик: деньги, безумие и убийство».

## Избранная фильмография
Сценарист
- Риф / The Reef (1999)
- Эллен Фостер / Ellen Foster (1997)
- Скарлетт / Scarlett (1994)
- Наши сыновья / Our Sons (1991)
- Средь бела дня / In Broad Daylight (1991)
- Кеннеди из Массачусетса / The Kennedys of Massachusetts (1990)
- Чердак: убежище Анны Франк / The Attic: The Hiding of Anne Frank (1988)
- Щелкунчик: деньги, безумие и убийство / Nutcracker: Money, Madness and Murder (1987)
- Знаменитость / Celebrity (1984)
- Кое-что про Амелию / Something About Amelia (1984)
- Малышка Глория… Наконец-то счастлива / Little Gloria… Happy at Last (1982)
- Война за Скарлетт О’Хара / The Scarlett O’Hara War (1980)
- Семьянин / The Family Man (1979)
- Мотыльки на ветру / The Gypsy Moths (1969)
- Плоть и кровь / Flesh and Blood (1968)
- Большой приз / Grand Prix (1966)
- Нью-Йоркский телевизионный театр / New York Television Theatre (1965)
- Профили мужества / Profiles in Courage (1965)
- Фестиваль / Festival (1964)

Продюсер
- Риф / The Reef (1999)
- Наши сыновья / Our Sons (1991)
- Средь бела дня / In Broad Daylight (1991)
- Чердак: убежище Анны Франк / The Attic: The Hiding of Anne Frank (1988)
- Щелкунчик: деньги, безумие и убийство / Nutcracker: Money, Madness and Murder (1987)